# Demokracja Teraz

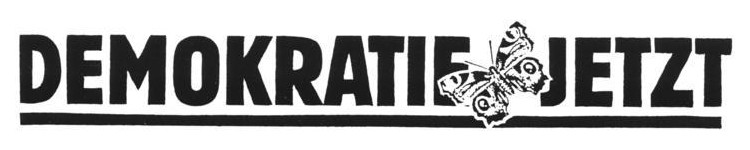
Logo

Demokracja Teraz, DJ (Demokratie Jetzt) – ruch obywatelski w NRD utworzony 12 września 1989. W 1991 połączył się z Neues Forum i Initiative Frieden und Menschenrechte tworząc Bündnis 90.

## Znani członkowie
- Almuth Berger(inne języki)
- Stephan Bickhardt(inne języki)
- Hans-Jürgen Fischbeck(inne języki)
- Regine Hildebrandt
- Ludwig Mehlhorn
- Ulrike Poppe(inne języki)
- Wolfgang Tiefensee
- Wolfgang Ullmann
- Konrad Weiß(inne języki)
- Katrin Göring-Eckardt